# 柳如是 (电影)
《柳如是》（英語：Liu Ru Shi / Threads of Time）是2012年上映的一部中国电影，根据历史学家陈寅恪所著的《柳如是别传》改编，首次在大银幕上展现一代秦淮名妓柳如是短暂而又绚烂的一生，讲述了明末清初背景下柳如是与陈子龙、钱谦益之间的三角爱情故事和风雨家国的乱世遭遇。诗文、书画等优秀的江南文化意蕴也在片中有所展现。
本片是第三届中国（常熟）江南文化节的重要项目之一，2010年5月在江苏常熟尚湖开机。导演吴琦介绍本片以人文江南为时空背景，从柳如是的内心独白出发，听她以淡定宁静的姿态追忆逝水年华，追忆一个白发红颜的爱情传奇，希望观众能以古为镜，照见现实。

## 登场人物
| 角色       | 演员   | 提要                                                                                   |
| 柳如是     | 万茜   | 原名杨影怜，后改姓柳，名隐，字如是，钱谦益称之为河东君。                               |
| 钱谦益     | 秦汉   | 号牧斋，柳如是的丈夫，一代文宗，弘光朝任礼部尚书，降清，后归隐，因资助反清大业曾入狱。 |
| 陈子龙     | 冯绍峰 | 云间名士，与柳如是有旧情，后为抗清义士，死节。                                         |
| 郑森       | 铁政   | 又名大木，后被隆武帝赐名朱成功，抗清志士，为钱谦益的学生。                             |
| 寇白门     | 李蓉蓉 | 当时名妓，剧中曾列花榜榜眼（状元为柳如是）。                                           |
| 董小宛     | 张舒羽 | 当时名妓，剧中曾列花榜探花。                                                           |
| 小慈       | 刘煜   | 柳如是的侍女。                                                                         |
| 徐佛       | 田岷   | 柳如是五岁入归家院，学艺于徐佛。                                                       |
| 汪汝谦     | 凌峰   | 字然明，徽商，钱谦益和柳如是的好友。                                                   |
| 黄宗羲     | 冯晖   | 著名学者，世称梨洲先生，钱谦益的好友。                                                 |
| 毛晋       | 毕远晋 | 字子晋，书商，汲古阁老板。                                                             |
| 王微       | 刘姝辰 | 字修微，女道士，柳如是的好友。                                                         |
| 朱国弼     | 迟越   | 明将，迎娶寇白门。                                                                     |
| 索天朗     | 赵麒   | 满清探子。                                                                             |
| 马士英     | 林栋   | 弘光朝首辅。                                                                           |
| 阮大铖     | 方彤彤 | 弘光朝兵部尚书。                                                                       |
| 钱孙爱     | 时晓飞 | 钱谦益之子。                                                                           |
| 老管家     | 廉叔良 | 钱府管家。                                                                             |
| 冒辟疆     | 程泓   | 明末四公子之一，迎娶董小宛。                                                           |
| 捕头       | 陈涛   |                                                                                        |
| 书院主人   | 陈金惠 |                                                                                        |
| 茶棚老板   | 王国京 |                                                                                        |
| 幼年柳如是 |        |                                                                                        |
| 小蕊       |        | 钱谦益和柳如是之女。                                                                   |

## 音乐
- 主题曲：《锦灰》- 谭维维演唱
  - 作曲：王丹红 作词：吴琦

## 脚注
1. ↑  《柳如是》名妓故事3月8日公映 （页面存档备份，存于）2012-03-03 人民网
2. ↑  电影《柳如是》开机 冯绍峰与秦汉成“情敌” （页面存档备份，存于）2010年05月31日 搜狐
3. ↑  《柳如是》导演称以散文化方式展示名妓悲歌 （页面存档备份，存于）2012年03月1日 腾讯

## 相关链接
- 电影《柳如是》于时光网
- 电影《柳如是》 （页面存档备份，存于）于中央新闻纪录电影制片厂官网
- 柳如是的新浪微博
- 豆瓣电影上《柳如是》的資料 （简体中文）
- 互联网电影数据库（IMDb）上《柳如是》的资料（英文）